# Samper del Salz
Samper del Salz – gmina w Hiszpanii, w prowincji Saragossa, w Aragonii, o powierzchni 11,49 km². W 2011 roku gmina liczyła 121 mieszkańców.